# فلاندرز الزيلندية
فلاندرز الزيلندية ((بالهولندية: Zeeuws-Vlaanderen)‏[ˌze:u̯sˈfla:ndərə(n)]  ( أنصت)، الزيلندية: Zeêuws-Vlaonderen) هي منطقة في أقصى جنوب مقاطعة زيلند بجنوب غرب هولندا. وتقع جنوب سخيلده الغربي الذي يفصل المنطقة عن بقية زيلند من الشمال. ويحد فلاندرز الزيلندية من الجنوب بلجيكا.